# Chileoptilia yaroella
Chileoptilia yaroella is een vlinder uit de familie van de mineermotten (Gracillariidae). De wetenschappelijke naam van de soort werd voor het eerst geldig gepubliceerd in 2005 door Vargas & Landry.